# CBC Radio Orchestra
Das CBC Radio Orchestra war bis 2009 das Rundfunkorchester der öffentlich-rechtlichen kanadischen Rundfunkgesellschaft CBC/Radio-Canada. Es war das einzige in ganz Nordamerika. Letzter Chefdirigent (seit 2006) war Alain Trudel. Namhafte Gastdirigenten sind Raffi Armenian, Kees Bakels, Michel Corboz, Victor Feldbrill, Serge Garant, Monica Huggett, Milton Katims, Gary Kulesha, Sir Ernest MacMillan, Ettore Mazzoleni, Geoffrey Moull, Harry Newstone, Yannick Nézet-Séguin, Jaap Schröder, Georg Tintner, Owen Underhill, Heinz Unger und Jon Washburn.
Bis zu Beginn der 1980er Jahre hatte CBC separate Orchester in Halifax, Montreal, Toronto, Vancouver und Winnipeg. Doch nach drastischen Sparmaßnahmen der Bundesregierung blieb nur das 1938 gegründete CBC Vancouver Orchestra übrig, das in den Rang eines nationalen Orchesters erhoben wurde. Um diesen Status zu verdeutlichen, erhielt es im Jahr 2000 seinen heutigen Namen.
Das Orchester fiel im Jahr 2008 Sparmaßnahmen zum Opfer und wurde zum 1. November 2008 aufgelöst. Dirigent Alain Trudel gründete daraufhin, zusammen mit Musikern des CBC Radio Orchestra, das privat finanzierte National Broadcast Orchestra of Canada.